# 숲노을초등학교
숲노을초등학교는 경기도 파주시에 개교 예정인 공립 초등학교이다.

## 학교 연혁
- 2026년 3월 1일 : 개교 예정